# Ancistrus occloi
Ancistrus occloi es una especie de peces de la familia Loricariidae.

## Morfología
Los machos pueden llegar alcanzar los 11,6 cm de longitud total.

## Distribución y hábitat
Es un pez de agua dulce.
Se encuentran en la cuenca alta del río Urubamba, en Perú.